# Didarla
Didarla är Suzana Jovanovićs femte studioalbum, utgiven år 1998 via Zam Production.

## Låtlista
1. Didarla (Didar)
2. Od moje tuge nema veće (Från min sorg inte mer)
3. Šta si sanjao mili brate (Vad drömde du om kära bror) (duett med Jašar Ahmedovski)
4. Sanjaš li me bar ponekad (Du drömmer om mig minst en gång)
5. Prolupao si pravo (Du spricker upp rätt)
6. S' kolena na koleno (Från generation till generation)
7. Šta smo bili nismo više (Vad vi inte var mer)
8. Na kocku srce stavila (På insatsen i hjärtat satte)
9. Čućeš nekad moju pesmu (Ibland kommer du höra min sång)
10. Zavelo te mali (Förförd och små)